# Волтер Вінчелл
Волтер Вінчелл (7 квітня 1897 — 20 лютого 1972) — американський коментатор газет і радіо пліток.
Спочатку йому довірили писати і розклеювати оголошення про свою водевільну трупу відому як «Секстет рознощиків газет». У 1920 році Волтер влаштувався в Vaudeville News, через 4 роки в Evening Graphic, потім 10 червня 1929 року його найняли в New York Daily Mirror, де він почав вести власну колонку. 12 травня 1930 року Вінчелл дебютував на радіостанції WABC .
Він став одним з перших журналістів Америки, які висловилися проти Гітлера . Однак, 1950-х роках його антифашистська репутація була підмочена підтримкою маккартизму.
5 лютого 1969 року Волтер через самогубство сина і слабкого здоров'я дружини пішов на пенсію. Через рік Мегі (Magee) померла. Вінчелл прожив без дружини 2 роки: помер 20 лютого 1972 від раку простати. Ларрі Кінг зауважив, що похорони Волтера відвідала тільки його дочка Волда, всіх інші, хто хотів прийти на похорон, вона вигнала.